# Jan Miloslav Kryštůfek
Jan Miloslav Kryštůfek (26. listopadu 1844 Humpolec – 1. března 1924 Praha-Královské Vinohrady) byl český středoškolský profesor a historik.

## Život
Narodil se v rodině soukenického mistra Jana Kryštůfka. Byl mladším bratrem Františka Xavera Kryštůfka, kněze a ve školním roce 1893/1894 rektora Univerzity Karlovy. Studoval gymnázium v Německém Bodě (dnes Havlíčkův Brod) a gymnázium na Starém městě v Praze. Po ukončení studia na Univerzitě Karlově v roce 1884, kde studoval dějepis a zeměpis, dělal suplenta na škole v Třeboni. V letech 1871–1876 učil na vyšším obecném gymnáziu v Mladé Boleslavi, kde se seznámil s Josefem Ladislavem Píčem. Od roku 1876 učil na českém státním gymnáziu v Českých Budějovicích.

### Rodinný život
Roku 1879 se v Kaplici oženil s Annou Schopfovou (* 1859), s níž měl dceru Marii (* 1880) a syna Jana (* 1885).

## Dílo
Jeho vědecký zájem se soustředil na moderní dějiny Evropy. Napsal mj.:
- Boj monarchistické Evropy s revolucí francouzskou až do vypuzení císaře Napoleona I. na ostrov Sv. Heleny
- Dějiny nové doby (Dějiny národa německého v době parlamentu frankfurtského[9])
- Dva obrazy z dějin národa českého roku 1848
- Gorgei a Vilagoš

Byl autorem několika hesel v Ottově slovníku naučném.